# Nene Dorgeles
Nene Dorgeles (Kayes, 23 de diciembre de 2002) es un futbolista maliense que juega de delantero en el Fenerbahçe S. K. de la Superliga de Turquía.

## Trayectoria
Comenzó su carrera en el FC Guidars y en la JMG Academy Bamako. El 4 de enero de 2021 el club austriaco Red Bull Salzburgo anunció su fichaje junto a Mamady Diambou y Daouda Guindo. Todos ellos firmaron contratos profesionales con el club hasta el 31 de mayo de 2025 y se convirtieron en jugadores de cooperación en el F. C. Liefering. Debutó como profesional el 12 de febrero de 2021 en la victoria liguera del Liefering por 3-1 contra el SC Austria Lustenau.
El 27 de enero de 2022 fue cedido al SV Ried.
El 30 de junio de 2022 fue cedido al K. V. C. Westerlo para la temporada 2022-23.

## Selección nacional
Debutó con la selección de Malí en una derrota por 1-0 en la clasificación para el Mundial 2022 ante Túnez el 25 de marzo de 2022.

## Estadísticas

### Clubes
Actualizado al último partido disputado el 6 de noviembre de 2024.
| Club                         | Div.          | Temporada     | Liga  | Liga  | Liga   | Copas nacionales | Copas nacionales | Copas nacionales | Copas internacionales | Copas internacionales | Copas internacionales | Total | Total | Total  |
| Club                         | Div.          | Temporada     | Part. | Goles | Asist. | Part.            | Goles            | Asist.           | Part.                 | Goles                 | Asist.                | Part. | Goles | Asist. |
| ---------------------------- | ------------- | ------------- | ----- | ----- | ------ | ---------------- | ---------------- | ---------------- | --------------------- | --------------------- | --------------------- | ----- | ----- | ------ |
| F. C. Liefering · Austria    | 2.ª           | 2020-21       | 15    | 2     | 4      | —                | —                | —                | —                     | —                     | —                     | 15    | 2     | 4      |
| F. C. Liefering · Austria    | 2.ª           | 2021-22       | 16    | 8     | 4      | —                | —                | —                | —                     | —                     | —                     | 16    | 8     | 4      |
| F. C. Liefering · Austria    | Total club    | Total club    | 31    | 10    | 8      | 0                | 0                | 0                | 0                     | 0                     | 0                     | 31    | 10    | 8      |
| SV Ried · Austria            | 1.ª           | 2021-22       | 14    | 2     | 2      | 3                | 0                | 0                | —                     | —                     | —                     | 17    | 2     | 2      |
| SV Ried · Austria            | Total club    | Total club    | 14    | 2     | 2      | 3                | 0                | 0                | 0                     | 0                     | 0                     | 17    | 2     | 2      |
| K. V. C. Westerlo · Bélgica  | 1.ª           | 2022-23       | 35    | 13    | 3      | 1                | 0                | 0                | —                     | —                     | —                     | 36    | 13    | 3      |
| K. V. C. Westerlo · Bélgica  | Total club    | Total club    | 35    | 13    | 3      | 1                | 0                | 0                | 0                     | 0                     | 0                     | 36    | 13    | 3      |
| Red Bull Salzburgo · Austria | 1.ª           | 2023-24       | 24    | 5     | 2      | 3                | 0                | 2                | 4                     | 0                     | 0                     | 31    | 5     | 4      |
| Red Bull Salzburgo · Austria | 1.ª           | 2024-25       | 8     | 2     | 0      | 3                | 0                | 0                | 8                     | 2                     | 0                     | 19    | 4     | 0      |
| Red Bull Salzburgo · Austria | Total club    | Total club    | 32    | 7     | 2      | 6                | 0                | 2                | 12                    | 2                     | 0                     | 50    | 9     | 4      |
| Total carrera                | Total carrera | Total carrera | 112   | 32    | 15     | 10               | 0                | 2                | 12                    | 2                     | 0                     | 134   | 34    | 17     |